# Spektrogram

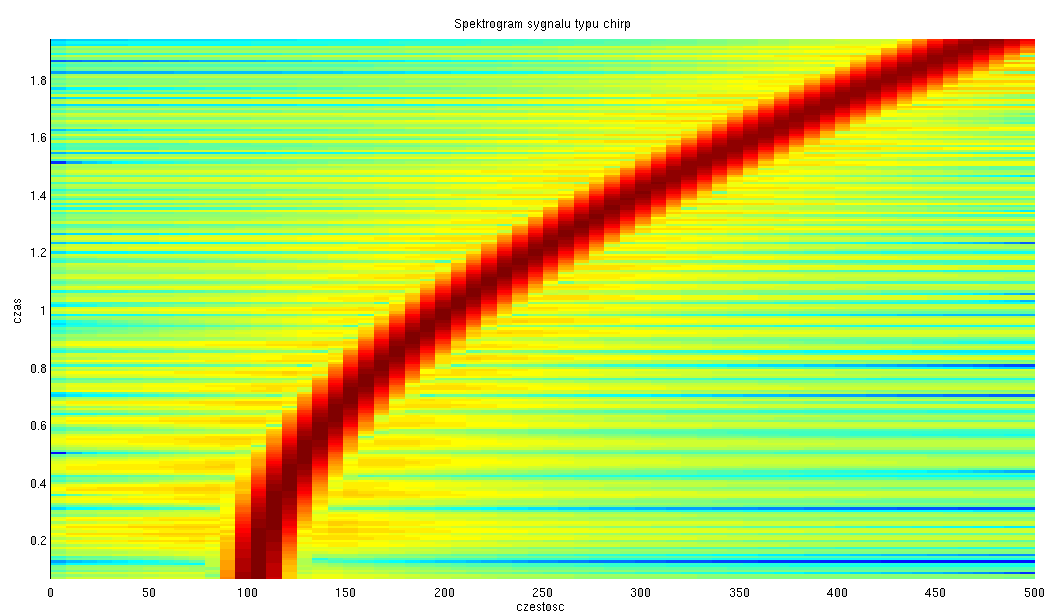
Spektrogram sygnału typu chirp

Spektrogram – wykres widma amplitudowego sygnału dla każdej chwili {\displaystyle t,} dla której sygnał jest określony.
Konstruuje się go dzieląc cały sygnał na części, dla których obliczone amplitudy składowych harmonicznych są wartościami spektrogramu. Argumentami są więc częstotliwość i czas.

## Format
Najczęściej pozioma oś reprezentuje czas, pionowa częstotliwość, a intensywność każdego punktu odzwierciedla amplitudę określonej częstotliwości w danym punkcie czasu. Niekiedy wykres jest redukowany do dwóch wymiarów i wtedy intensywność jest oznaczana poprzez grubość kresek, kolor czy odcień szarości.